# Radosław Murawski
Radosław Murawski (Gliwice, 22 aprile 1994) è un calciatore polacco, centrocampista del Lech Poznań.

## Caratteristiche tecniche
Murawski è un centrocampista duttile, in grado di ricoprire tutti i ruoli del centrocampo.

## Carriera

### Club
Ha sempre giocato nel campionato polacco, dove ha esordito a 17 anni.
Il 24 luglio 2017 firma un contratto triennale con opzione per il quarto con il Palermo. All’esordio in rosanero sigla il suo primo gol con il 6 agosto 2017 nella sfida interna contro la Virtus Francavilla, valevole per il secondo turno eliminatorio di Coppa Italia e terminata 5-0 per i siciliani. Il 16 settembre 2017 realizza il primo gol in Serie B nella sfida esterna contro il Foggia terminata 1-1. Nella estate del 2019 si accorda con l'Ascoli per poi far saltare l'accordo.
Il 30 luglio 2019 firma con il Denizlispor un contratto annuale con opzione per un'altra stagione.
Il 28 gennaio 2021 viene annunciato il suo passaggio al Lech Poznań. Il trasferimento avverrà nel luglio successivo. Esordisce con la nuova maglia il 30 luglio 2021, nella trasferta vittoriosa contro il Górnik Zabrze. Il 2 maggio 2022 disputa da titolare la finale di Puchar Polski contro il Raków Częstochowa, dove i kolejorz vengono sconfitti per 1-3 dai rossoblu. Pochi giorni più tardi, tuttavia, arriva un grande riscatto, visto che i kolejorz si laureano campioni di Polonia per l'ottava volta nella loro storia. 

### Nazionale
Ha giocato nella nazionale polacca Under-19.
Con la maglia della nazionale Under-21 è stato convocato per gli europei di categoria nel 2017.

## Statistiche

### Presenze e reti nei club
Statistiche aggiornate al 23 maggio 2022.
| Stagione             | Squadra              | Campionato           | Campionato | Campionato | Coppe nazionali | Coppe nazionali | Coppe nazionali | Coppe continentali | Coppe continentali | Coppe continentali | Altre coppe | Altre coppe | Altre coppe | Totale | Totale |
| Stagione             | Squadra              | Comp                 | Pres       | Reti       | Comp            | Pres            | Reti            | Comp               | Pres               | Reti               | Comp        | Pres        | Reti        | Pres   | Reti   |
| -------------------- | -------------------- | -------------------- | ---------- | ---------- | --------------- | --------------- | --------------- | ------------------ | ------------------ | ------------------ | ----------- | ----------- | ----------- | ------ | ------ |
| 2011-2012            | Piast Gliwice        | 1L                   | 2          | 0          | -               | -               | -               | -                  | -                  | -                  | -           | -           | -           | 2      | 0      |
| 2012-2013            | Piast Gliwice        | EK                   | 9          | 1          | -               | -               | -               | -                  | -                  | -                  | -           | -           | -           | 9      | 1      |
| 2013-2014            | Piast Gliwice        | EK                   | 18         | 0          | -               | -               | -               | UEL                | 1                  | 0                  | -           | -           | -           | 19     | 0      |
| 2014-2015            | Piast Gliwice        | EK                   | 29         | 0          | CP              | 2               | 0               | -                  | -                  | -                  | -           | -           | -           | 31     | 0      |
| 2015-2016            | Piast Gliwice        | EK                   | 35         | 1          | -               | -               | -               | -                  | -                  | -                  | -           | -           | -           | 35-    | 1      |
| 2016-2017            | Piast Gliwice        | EK                   | 33         | 2          | CP              | 1               | 0               | UEL                | 2                  | 0                  | -           | -           | -           | 36     | 2      |
| 2017-2018            | Piast Gliwice        | EK                   | 1          | 0          | -               | -               | -               | -                  | -                  | -                  | -           | -           | -           | 1      | 0      |
| Totale Piast Gliwice | Totale Piast Gliwice | Totale Piast Gliwice | 127        | 4          |                 | 3               | 0               |                    | 3                  | 0                  |             | -           | -           | 133    | 4      |
| 2017-2018            | Palermo              | B                    | 39         | 1          | CI              | 2               | 1               | -                  | -                  | -                  | -           | -           | -           | 41     | 2      |
| 2018-2019            | Palermo              | B                    | 32         | 1          | CI              | 2               | 0               | -                  | -                  | -                  | -           | -           | -           | 34     | 1      |
| Totale Palermo       | Totale Palermo       | Totale Palermo       | 71         | 2          |                 | 4               | 1               |                    | -                  | -                  |             | -           | -           | 75     | 3      |
| 2019-2020            | Denizlispor          | SL                   | 32         | 4          | TP              | 3               | 1               | -                  | -                  | -                  | -           | -           | -           | 35     | 5      |
| 2020-2021            | Denizlispor          | SL                   | 32         | 1          | TP              | 1               | 0               | -                  | -                  | -                  | -           | -           | -           | 33     | 1      |
| 2021-2022            | Lech Poznań          | EK                   | 21         | 1          | PP              | 5               | 1               | -                  | -                  | -                  | -           | -           | -           | 26     | 2      |
| 2022-2023            | Lech Poznań          | EK                   | 31         | 1          | PP              | 0               | 0               | UCL+UECL           | 2+14               | 0                  | SP          | 1           | 0           | 48     | 1      |
| Totale Carriera      | Totale Carriera      | Totale Carriera      | 312        | 13         |                 | 16              | 3               |                    | 19                 | 0                  |             | 1           | 0           | 348    | 16     |

## Palmarès

### Club

#### Competizioni nazionali
- I liga: 1

Piast Gliwice: 2011-2012
- Campionato polacco: 2

Lech Poznań: 2021-2022, 2024-2025